# Сунь Минмин
Сунь Минмин (кит. упр. 孙明明, пиньинь Sūn Míngmíng; род. 23 августа 1983, Баянь, Хэйлунцзян) — китайский баскетболист. Является одним из самых высоких профессиональных баскетболистов в мире — его рост 236 см, а вес — 168 кг. Носит обувь 57,5 европейского размера. Также принял участие в съемках нескольких фильмов.

## Биография
Сунь родился в уезде Баянь в провинция Хэйлунцзян. У Суня есть брат и сестра. Начал заниматься баскетболом в 15 лет, когда его рост достиг 2 метров.

## Карьера
В начале 2005 года Сунь уехал подыскивать команду в США, где тренировался для выхода на драфт НБА. Он подходил для драфта НБА 2005 года и пытался попасть в «Лос-Анджелес Лэйкерс», однако был незадрафтован.
Летом 2005 года у игрока обнаружили опухоль головного мозга в районе гипофиза. Так как у него не было ни страховки, ни достаточно средств для оплаты счетов (около 100 тыс.долл.), его спортивный агент Чарльз Бонсиньор начал кампанию по поиску необходимых на лечение средств. В итоге 26 сентября 2005 года опухоль была успешно удалена.
После операции Сунь выступал в низших лигах американского баскетбола, в том числе за команду Баскетбольной Лиги США (англ. United States Basketball League, USBL) «Додж Сити Ледженд», «Мэриленд Найтхокс» из Американской Баскетбольной Ассоциации (англ. American Basketball Association, ABA) и команду «Гранд Рэпидс Флайт», представлявшую Международную баскетбольную лигу. Затем некоторое время играл в Мексике за «Фуэрца Реджиа» и в Японии за «Хамамацу Финикс». В 2009 году вернулся в Китай, где некоторое время провёл в Хэйлунцзяне, а затем перешёл в «Бэйцзин Дакс», с которой в 2012 году завоевал титул чемпиона Китая по баскетболу.

## Достижения
«Бэйцзин Дакс»
- Чемпион Китая по баскетболу: 2012

## Работа на телевидении
Сунь несколько раз появлялся на телевидении, в том числе в эфире программы Джимми Киммел в прямом эфире, вышедшей 11 октября 2006 года. Также был прообразом для фильма «Анатомия Гиганта» (англ. Anatomy of a Giant), который появился на канале «Дискавери Здоровье» (англ. Discovery Health Channel) 15 октября 2006 года. Также принял участие в постановке драки в фильме «Час пик 3» с Джеки Чаном и Крисом Такером.
11 марта 2007 года Сунь вошёл в Книгу рекордов Гиннесса — список самых высоких людей мира (выше 7 футов — 213 см) вместе с другими баскетболистами, в том числе с бывшим игроком НБА Георге Мурешаном.